# 坂田美子
坂田 美子（さかた よしこ、生年月日不詳）は、日本の琵琶奏者、歌手。「新日本紀行ふたたび」のテーマソングでも知られる。
東京出身。武蔵大学卒業。現在、古典から現代に至る幅広いジャンルの公演活動の他、テレビドラマやCM録音などでも活動。発売されたCDは、坂田美子(薩摩琵琶)「琵琶 うたものがたり」、ビカム「七つの海」・「今は昔 竹取物語」・「そてつの実のように」他。桐朋学園芸術短期大学琵琶科非常勤講師も務める。

## 経歴
- 1978年 琵琶に出会う
- 1984年 NHK邦楽技能者育成会卒業。ヨーロッパ公演やモントール・ジャズフェスティバルに参加
- 1986年 日本音楽集団に入団
- 1989年 韓国公演に参加。東京都交響楽団と共演。NHK邦楽オーディション合格
- 1990年 自作曲「鶴」発表。以後世界各地で公演を行うと共に、和洋楽器のコラボのグループ「ビカム」を結成、CDも複数発表。
- 1994年 NHKテレビ「芸能花舞台」出演
- 2003年 日本琵琶楽コンクール第一位、文部科学大臣賞受賞
- 2005年 NHKテレビ「新日本紀行ふたたび」テーマソングの作詞・ヴォーカルを担当